# Managua Fútbol Club
El Managua Fútbol Club és un club nicaragüenc de futbol de la ciutat de Managua.

## Palmarès
- Lliga nicaragüenca de futbol:[2]
  - Apertura 2018

- Segona Divisió de Nicaragua:
  - 2009-10[3]